# Nuevo Continente

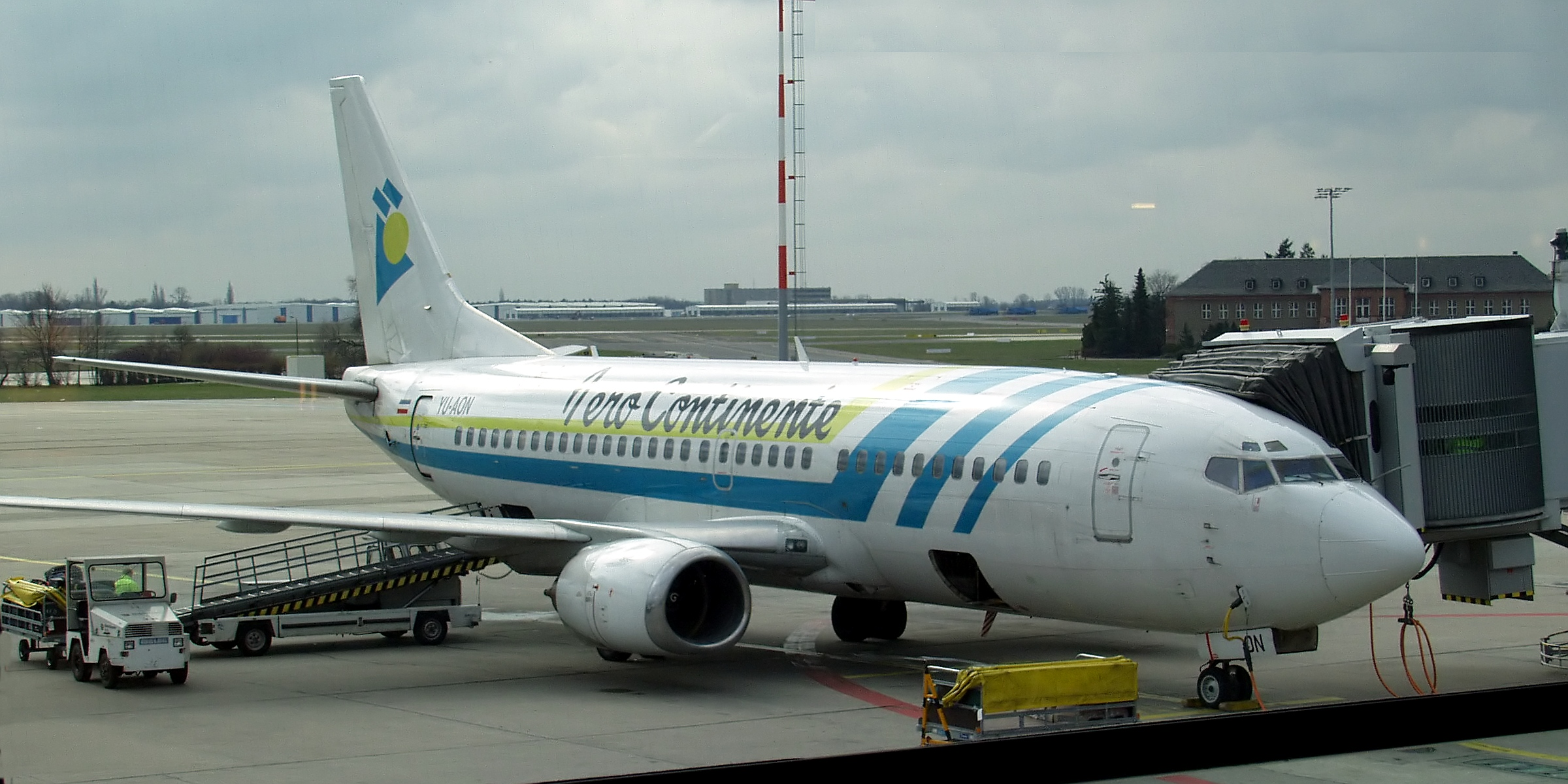
Aero Continente in Berlin, 2004

Nuevo Continente (code AITA : N6, code OACI : ACQ) est le nouveau nom de la compagnie aérienne Aero Continente, adopté en 2004, lorsque cette dernière compagnie, la principale du Pérou jusqu'alors, a dû cesser ses vols faute d'assurance. Elle a également cessé à son tour ses vols, jusqu'à nouvel ordre, le 29 octobre 2004.